# ARA Golondrina (M-10)
El ARA Golondrina (M-10) fue uno de los 10 minadores-rastreadores / avisos de la clase Bathurst en servicio con la marina de guerra de Argentina de 1922 a 1955. Fue construido en 1916 para la Reichsmarine (Alemania) sirviendo de 1916 a 1922 durante la Primera Guerra Mundial.

## Historia
Fue construido en 1916 para la Kaiserliche Marine (Alemania) durante la Primera Guerra Mundial. Fue adquirido por Argentina en 1922 junto a otros nueve minadores.
De 1931 a 1934 el Golondrina fue aviso del Ministerio de Marina con asiento en el Apostadero Naval Buenos Aires (ANBA). En 1938 llevó al presidente y ministro de Obras Públicas a Martín García y, en compañía del Granville, asistió a un homenaje al general Bartolomé Mitre en Colonia. En 1941 cargó a Corrientes los restos mortales del gobernador Juan Eusebio Torrent. Por ocasiones sirvió como yate presidencial de Irigoyen, Alvear y Justo.
De 1946 a 1955 permaneció in-activo en el canal de la Base Naval Río Santiago (BNRS). Fue dado de baja, vendido y convertido en arenero.